# Vulkanische bom

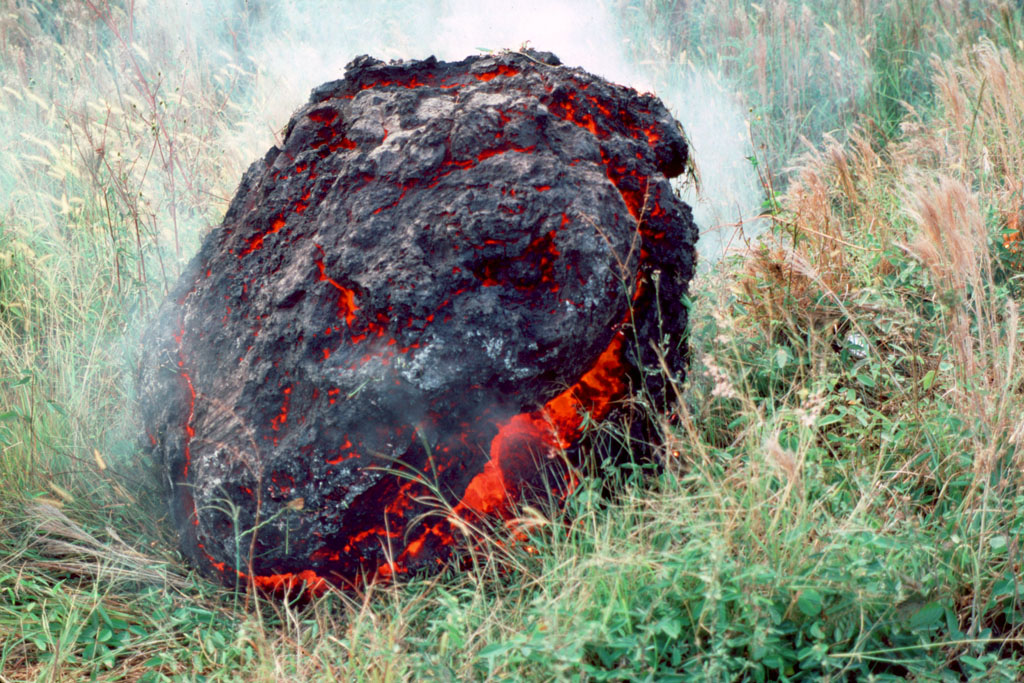
Vulkanische bom uitgeworpen uit de vulkaan Kīlauea, Hawaï, Verenigde Staten in 1983.

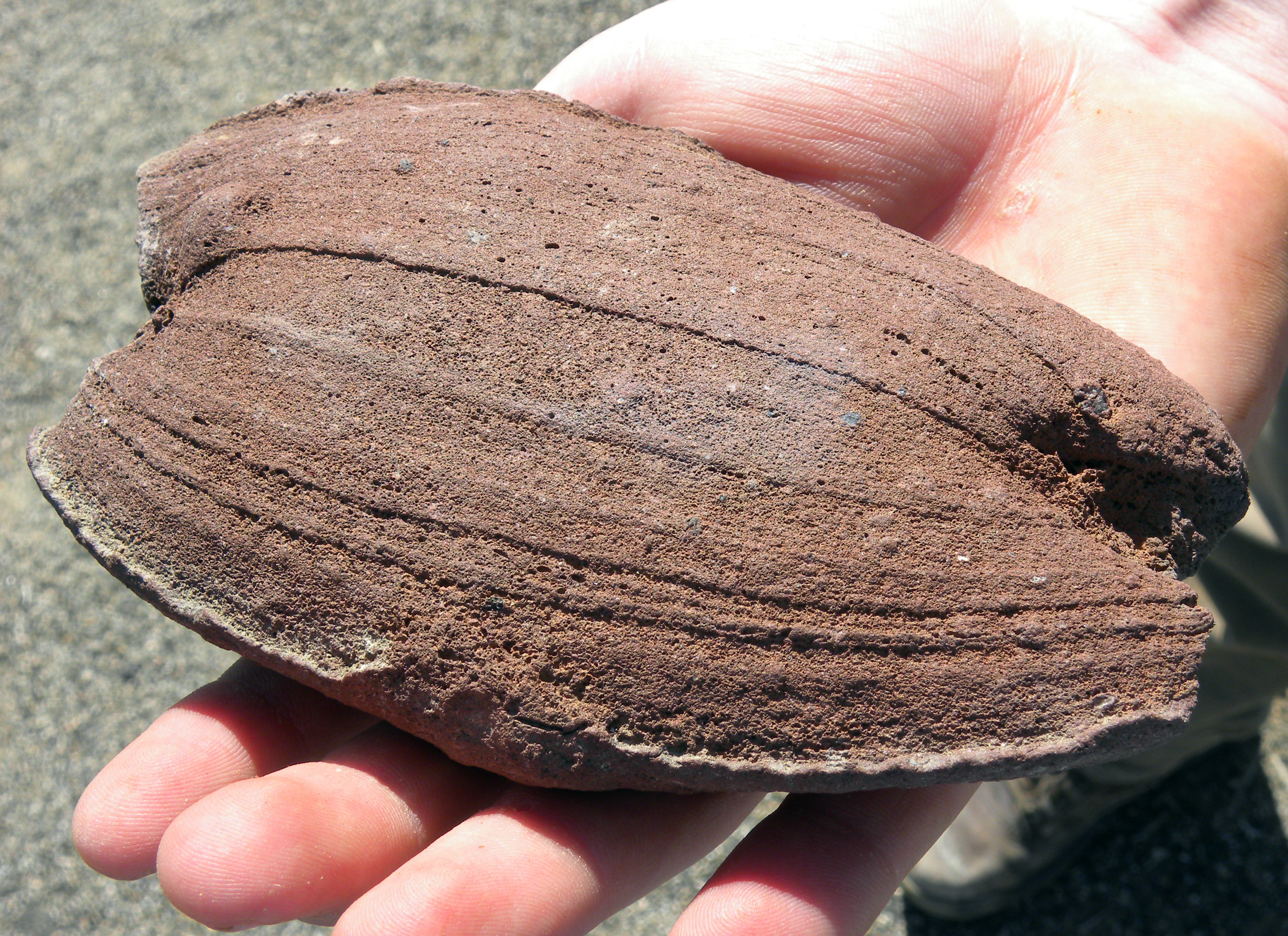
Vulkanische bom in de Mojavewoestijn, Californië, Verenigde Staten.

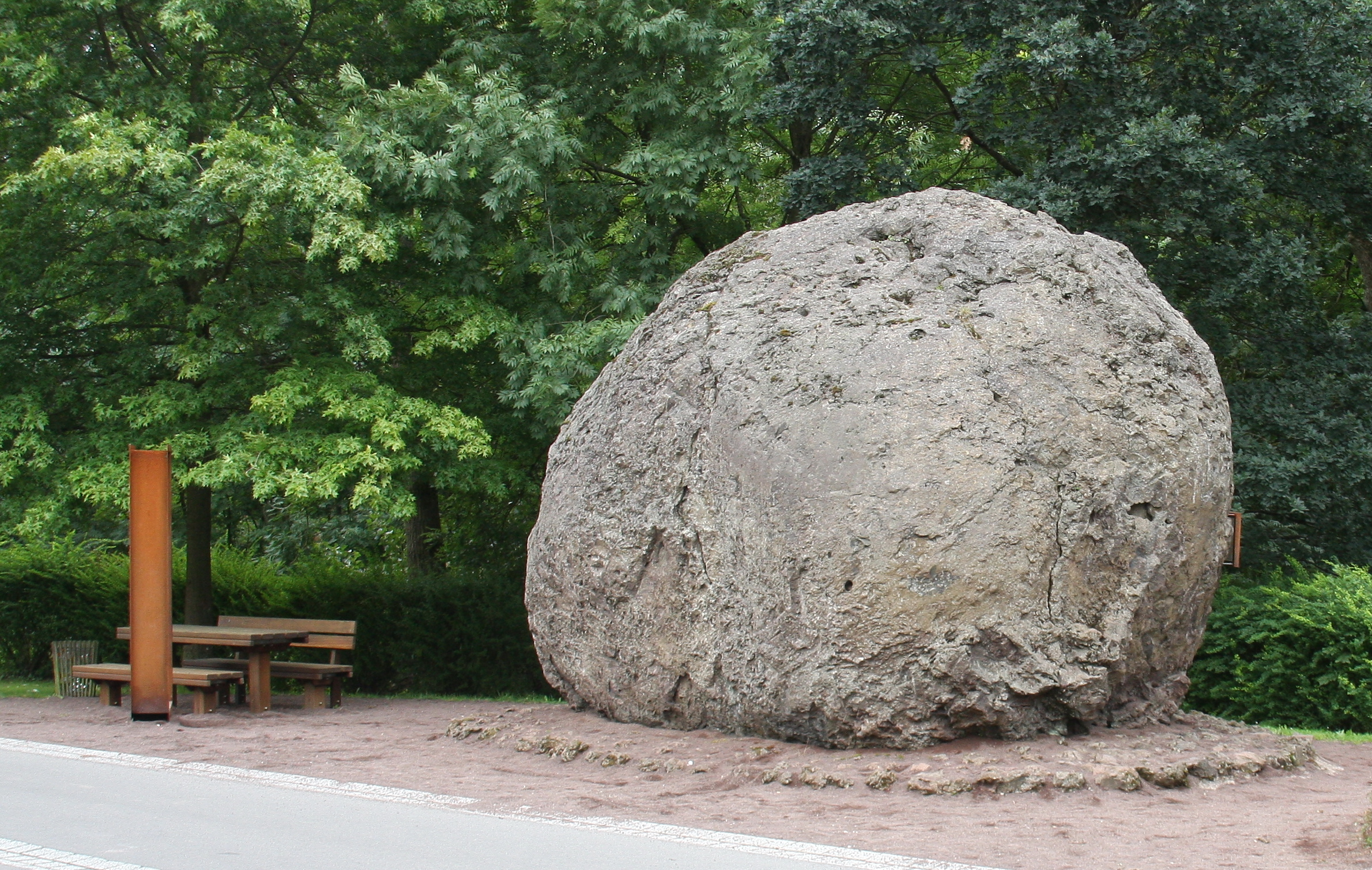
Een vulkanische bom van vijf meter doorsnede en met een gewicht van 120 ton bij Strohn in de Vulkaan-Eifel, in Duitsland. Het werd veroorzaakt tijdens een vulkaanuitbarsting rond 8300 voor Christus.

Een vulkanische bom of lavabom is een groot brokstuk dat bij een vulkaanuitbarsting de lucht in geslingerd is, en/of door een lahar of lava meegenomen is. Na stolling of sedimentatie zal een vulkanische bom deel uitmaken van een pyroclastisch gesteente.
Een vulkaan kan tijdens explosieve erupties grote hoeveelheden brokstukken (klasten) en stof uitwerpen, die tefra worden genoemd. De grootste brokstukken heten vulkanische bommen, kleinere klasten worden lapilli genoemd, en het fijnste materiaal is vulkanische as. 
Per definitie worden in de vulkanologie alle tefra groter dan 64 mm aangeduid als vulkanische bommen. Er zijn exemplaren bekend groter dan 10 meter. Van zulke grote brokstukken is het soms moeilijk aan te nemen dat ze ooit door de lucht gevlogen hebben. Soms moet dan ook geconcludeerd worden dat ze met de uitbarsting door een lahar werden meegevoerd.
Soms is in het gesteente een duidelijke structuur van een inslagkrater om de bom heen te ontdekken, maar dit hoeft niet het geval te zijn. Een bom kan na zijn eerste inslag ook wegrollen, of zelfs stuiteren, als het oppervlaktegesteente elastisch genoeg is.